# Gianina Ernst
Gianina Ernst (Winterthur, 31 dicembre 1998) è una saltatrice con gli sci svizzera naturalizzata tedesca.

## Biografia
Figlia del saltatore con gli sci tedesco Joachim e della fondista svizzera Cornelia Thomas, ha gareggiato per la nazionale svizzera fino al 2013; dalla stagione 2013-2014 fa parte della nazionale tedesca.
In Coppa del Mondo ha esordito il 7 dicembre 2013 a Lillehammer, conquistando subito il primo podio (2ª). Ha esordito ai Giochi olimpici invernali a Soči 2014, piazzandosi 28ª nel trampolino normale, e ai Campionati mondiali a Lahti 2017, dove si è classificata 25ª nel trampolino normale.

## Palmarès

### Mondiali juniores
- 4 medaglie:
  - 2 ori (gara a squadre a Almaty 2015; gara a squadre a Park City 2017)
  - 2 argenti (gara a squadre mista a Park City 2017; gara a squadre mista a Kandersteg-Goms 2018)

### Coppa del Mondo
- Miglior piazzamento in classifica generale: 24ª nel 2014
- 1 podio (individuale):
  - 1 secondo posto

### Coppa Continentale
- Miglior piazzamento in classifica generale: 24ª nel 2013